# Silsbee
Silsbee is een plaats (city) in de Amerikaanse staat Texas, en valt bestuurlijk gezien onder Hardin County.

## Demografie
Bij de volkstelling in 2000 werd het aantal inwoners vastgesteld op 6393.
In 2006 is het aantal inwoners door het United States Census Bureau geschat op 6788, een stijging van 395 (6,2%).

## Geografie
Volgens het United States Census Bureau beslaat de plaats een oppervlakte van
19,5 km², geheel bestaande uit land. Silsbee ligt op ongeveer 18 m boven zeeniveau.

## Plaatsen in de nabije omgeving
De onderstaande figuur toont nabijgelegen plaatsen in een straal van 24 km rond Silsbee.

## Geboren
- Mark Henry (1971), worstelaar bij WWE